# Whitley megye (Indiana)
Whitley megye az Amerikai Egyesült Államokban, azon belül Indiana államban található. Megyeszékhelye és legnagyobb városa Columbia City. Lakosainak száma 34 191 fő (2020. április 1.). Whitley megye Noble, Allen, Huntington, Wabash és Kosciusko megyékkel határos.

## Népesség
A megye népességének változása:
| Lakosok száma | 33 338 | 33 302 | 33 312 | 33 294 | 33 406 | 34 191 |
|               | 2010   | 2011   | 2012   | 2013   | 2015   | 2020   |